# 로버트 허친스

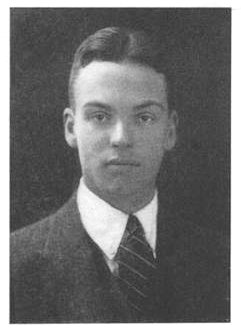

로버트 메이나드 허친스(영어: Robert Maynard Hutchins, 1899년 1월 17일, 뉴욕시 브루클린 ~ 1977년 5월 14일)는 미국의 교육 철학자이다.

## 생애
로버트 허친스는 오벌린 대학과 예일 대학에서 학부 과정을 마치고 예일 로스쿨을 졸업했다. 그 후 예일 로스쿨 강사, 교수, 학장, 시카고 대학교 총장, 미국 변호사 회원을 역임했다. 저서로는 《자유를 위한 교육》(1948), 《도덕·종교·고등 교육》(1960) 등이 있다.
그는 교육에 있어서 교양 교육을 주장하였다. 고전은 소수의 훌륭한 선인(先人)들이 만들어 놓은 정신적 노작(勞作)이며, '옛것인 동시에 새것'으로 시대와 국민을 초월한 보편적 가치가 있는 것으로 보았다. 고전 작품은 인류 공동의 문화 유산으로 후세에 길이 모범이 될 가치가 있으며, 이런 고전을 통해 지성을 계발하고, 이성을 훈련시키는 것이 참된 교육이라고 보았다. 그는 또 청소년을 교육시킬 때 찰나적·지방적·직업적·경험적으로 교육시키는 것을 옳지 못하다고 했다.

## 같이 보기
- 항존주의